# San José del Cerrito de Camargo
San José del Cerrito de Camargo är en ort i Mexiko.   Den ligger i kommunen Jaral del Progreso och delstaten Guanajuato, i den centrala delen av landet, 230 km nordväst om huvudstaden Mexico City. San José del Cerrito de Camargo ligger 1 736 meter över havet och antalet invånare är 1 998.
Terrängen runt San José del Cerrito de Camargo är platt åt nordväst, men åt sydost är den kuperad. Runt San José del Cerrito de Camargo är det ganska tätbefolkat, med 214 invånare per kvadratkilometer. Närmaste större samhälle är Valle de Santiago, 15,9 km väster om San José del Cerrito de Camargo. Trakten runt San José del Cerrito de Camargo består till största delen av jordbruksmark.